# شيري موراي
شيري موراي (بالإنجليزية: Cherry A. Murray) (و. – م) هي فيزيائية، وأستاذة جامعية من الولايات المتحدة الأمريكية . وهي عضوة في الأكاديمية الوطنية للعلوم، والجمعية الفيزيائية الأمريكية، والأكاديمية الأمريكية للفنون والعلوم، والأكاديمية الوطنية للهندسة .

## التعليم
تعلمت في معهد ماساتشوست للتكنولوجيا، في تخصص فيزياء، وتحصلت منها على دكتوراه في الفلسفة، ومعهد ماساتشوست للتكنولوجيا، في تخصص فيزياء، وتحصلت منها على بكالوريوس العلوم

## مناصب وهيئات
أدارت جامعة هارفارد، ومكتب العلوم للطاقة الامريكي.